# Calligra Suite
Die Calligra Suite ist ein freies Grafik- und Office-Paket von KDE, das soweit möglich die OpenDocument-Formate verwendet. Die Komponenten decken das Anwendungsspektrum gängiger Office-Suiten ab wie LibreOffice, OpenOffice und Microsoft Office. Zusätzlich enthält das Paket Kreativ-Anwendungen zum Malen, Zeichnen und Schreiben von E-Books. Es ist 2010 aus KOffice hervorgegangen.
Die Suite besteht aus einer frame-basierten Textverarbeitung (Words), einer Tabellenkalkulation (Sheets), einem Präsentationsprogramm (Stage), einem Programm für Flussdiagramme (Flow), einem Vektorgrafikprogramm (Karbon), einer integrierten Datenbank (Kexi), einer Projektverwaltung (Plan), einem pixelbasierten Mal- und Bildbearbeitungsprogramm (Krita) und einbettbaren Objekten wie Graphen oder Diagrammen und Formeln.
Das Automatisieren wiederkehrender Arbeitsschritten ist mit Hilfe von verschiedenen Skriptsprachen wie Python, Ruby und JavaScript oder über D-Bus möglich.

## Bestandteile
Die Calligra Suite besteht aus folgenden Programmen:
| Symbol      | Programm | Aufgabenbereich     |
| ----------- | -------- | ------------------- |
| Logo Words  | Words    | Textverarbeitung    |
| Logo Sheets | Sheets   | Tabellenkalkulation |
| Logo Stage  | Stage    | Präsentationen      |
| Logo Krita  | Krita    | Digitales Malen     |
| Logo Karbon | Karbon   | Vektorgrafiken      |
| Logo Kexi   | Kexi     | Datenbank           |
| Logo Flow   | Flow     | Flussdiagramme      |
| Logo Plan   | Plan     | Projektverwaltung   |

### Textverarbeitung

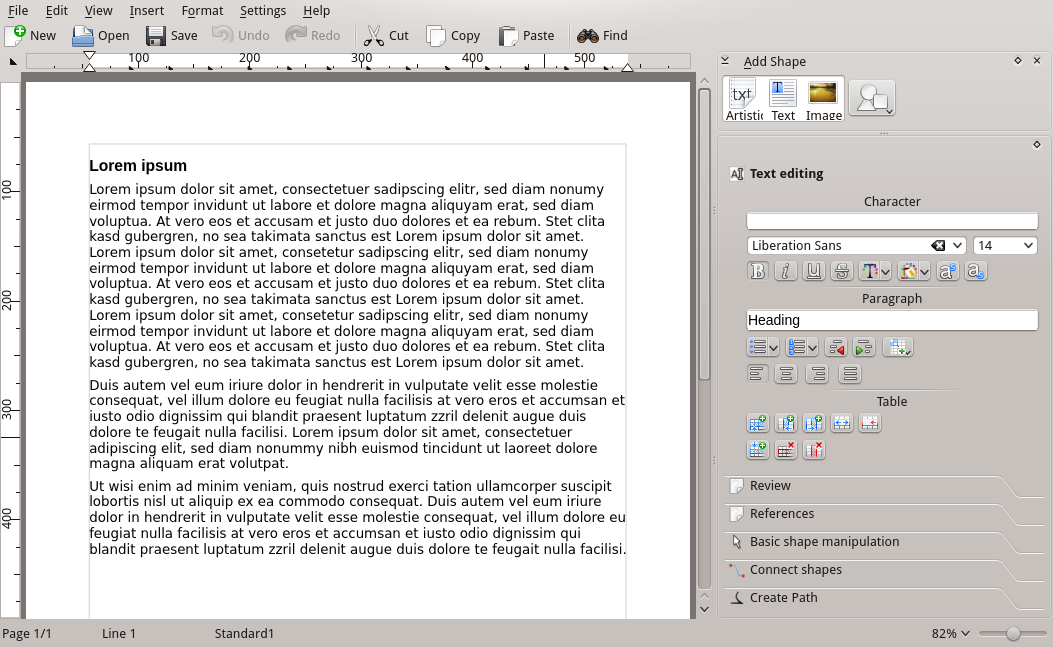
Bildschirmfoto von Calligra Words 2.4

- Words dient zur Textverarbeitung. Es können neben Fließtext auch Frames (Rahmen) eingesetzt werden, um einzelne Komponenten genau zu platzieren. In Verbindung mit Kexi, das weiter unten beschrieben wird, kann – beispielsweise zum Erstellen von Serienbriefen – auf eine Datenbank zugegriffen werden.
- Author ist eine weitere Textverarbeitung mit Publishing-Funktionen. Sie nutzt im Hintergrund dieselben Techniken wie Words, verwendet allerdings eine andere Oberfläche und richtet sich mit EPUB-Export usw.[4] an Autoren von E-Books. Author wird als Open-Source-Alternative zu iBooks Author positioniert.[5] Diese Textverarbeitung wurde erstmals mit Calligra Suite 2.6 veröffentlicht[6] und mit Release 3.0 aufgrund der Funktionsüberlagerung mit Words wieder entfernt.[7]

### Tabellenkalkulation, Diagramme und Formeln

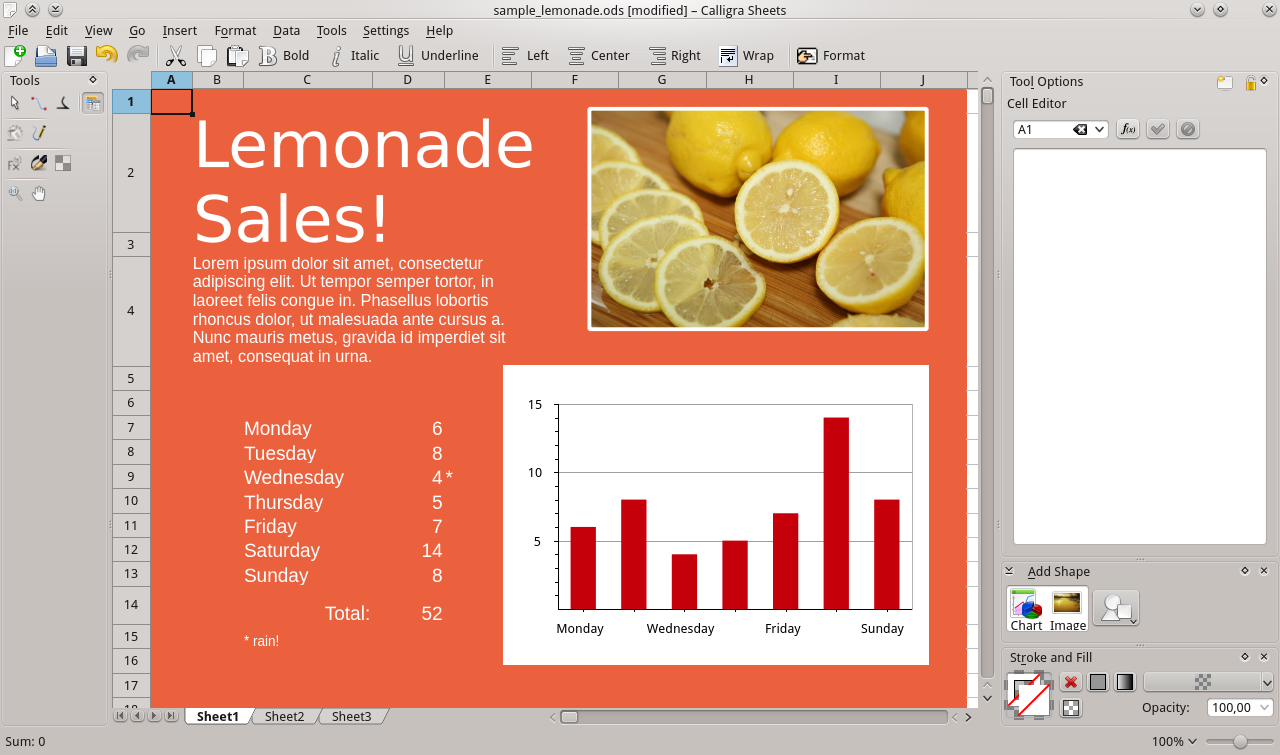
Bildschirmfoto von Calligra Sheets 2.4

- Sheets (früher KSpread und Calligra Tables) ist die Tabellenkalkulation des Pakets. Man kann damit neben dem Anlegen von Tabellen auch komplexe mathematische Formeln und Statistiken erstellen.
- Mit KFormula kann man Formeln schreiben und ausdrucken, aber nicht berechnen. Es zeigt seine volle Stärke im Zusammenspiel mit den anderen Anwendungsprogrammen wie zum Beispiel Words und Sheets. Dort können die Formeln eingefügt werden.
- KChart ist in Calligra für die Erstellung und Bearbeitung von Diagrammen, wie zum Beispiel Balken- oder Kreisdiagrammen, zuständig, welche dann in anderen Calligra-Anwendungen verwendet werden können.

### Präsentation und Bildbearbeitung
- Mit Stage (früher KPresenter) konnten Präsentationen mit Bildern, Effekten bei Seitenwechsel und Animationen erstellt werden. Mit Version 3.0 wurde Stage temporär aus der Calligra Suite entfernt.[7]
- Krita ist eine Software für digitales Malen mit Funktionen zur Bildbearbeitung wie 16-Bit-Farbraumtiefe und CMYK-Unterstützung.
- Karbon (früher Karbon14) ist das Vektorgrafikprogramm von Calligra.
- Calligra Flow (früher Kivio) war ein Programm zum Zeichnen von Flussdiagrammen. Es wurde ursprünglich von der Firma theKompany entwickelt und später unter die GNU General Public License gestellt. Nach diesem Schritt wurde es eine Komponente von KOffice.[8] Seit Release 3.0 ist es temporär aus Calligra entfernt.[7]

### Datenbank
- Kexi dient der Verwaltung verschiedener Datenbanken. Im Augenblick (November 2012) werden SQLite, MySQL und PostgreSQL sowie auch Microsoft Access, FileMaker und Oracle Forms unterstützt. Mit KOffice 1.4 kam die erste brauchbare Veröffentlichung und mit KOffice 1.5 erschien Version 1.0 von Kexi. Mit KOffice 2.2 wurde Kexi in die KOffice-2-Serie aufgenommen.[9]

### Verwaltung
- Plan (früher KPlato) ist eine Projektmanagement-Software, vergleichbar mit Microsoft Project.
- Braindump war ein Programm zum Verwalten von Notizen und Gedankengängen, das mit Release 3.0 aus der Calligra Suite entfernt wurde.[7]

## Geschichte
Als erste Calligra-Komponente wurde 1997 KPresenter als eigenständige Anwendung entwickelt. 1998 folgte die Textverarbeitung KWord. Später kamen weitere Anwendungen hinzu, die als KOffice gebündelt wurden.
Nach einem lang andauernden Streit mit KWord-Entwickler Thomas Zander gab das übrige Entwicklerteam am 6. Dezember 2010 bekannt, dass KOffice ab Version 2.4 in Calligra Suite abgespalten werden soll. Dies soll vor allem den Wert der Software als Technologie-Plattform widerspiegeln. Mit der Umbenennung des gesamten Pakets geht auch eine Umbenennung einzelner Komponenten einher. KSpread wird in Sheets, KPresenter in Stage, Kivio in Flow und KPlato in Plan umbenannt werden. KWord wurde nicht abgespalten, sondern stattdessen eine neue Textverarbeitung namens Words entwickelt.
Die 2.3-Serie von KOffice wurde vom Calligra-Team gepflegt. Die Entwicklung für KOffice 2.4 wird seit der Abspaltung fast ausschließlich von Thomas Zander betrieben, der wiederum zusätzlich zur Weiterentwicklung von KWord Derivate von KSpread, KPresenter und Karbon14 unter neuen Namen in KOffice 2.4 aufgenommen hat. Alle anderen KOffice-2.3-Komponenten wurden ersatzlos entfernt.
Am 18. Mai 2011 begann das Calligra-Team, monatliche Schnappschüsse von Calligra Suite 2.4 zu veröffentlichen. Ursprünglich war geplant, die fertige 2.4-Version im Januar 2012 zu veröffentlichen, aber Probleme mit der Rückgängig/Wiederherstellen-Funktion sorgten für Verzögerungen, und die fertige Version erschien schließlich am 11. April 2012.